# TCEAL2
TCEAL2 (англ. Transcription elongation factor A like 2) – білок, який кодується однойменним геном, розташованим у людей на довгому плечі X-хромосоми. Довжина поліпептидного ланцюга білка становить 227 амінокислот, а молекулярна маса — 25 850.
| 10         |  | 20         |  | 30         |  | 40         |  | 50         |
| ---------- |  | ---------- |  | ---------- |  | ---------- |  | ---------- |
| MEKLFNENEG |  | MPSNQGKIDN |  | EEQPPHEGKP |  | EVACILEDKK |  | LENEGNTENT |
| GKRVEEPLKD |  | KEKPESAGKA |  | KGEGKSERKG |  | KSEMQGGSKT |  | EGKPERGGRA |
| EGEGEPDSER |  | EPESEGEPES |  | ETRAAGKRPA |  | EDDIPRKAKR |  | KTNKGLAQYL |
| KQYKEAIHDM |  | NFSNEDMIRE |  | FDNMARVEDK |  | RRKSKQKLGA |  | FLWMQRNLQD |
| PFYPRGPREF |  | RGGCRAPRRD |  | TEDIPYV    |  |            |  |            |

A: Аланін

C: Цистеїн

D: Аспарагінова кислота

E: Глутамінова кислота

F: Фенілаланін

G: Гліцин

H: Гістидин

I: Ізолейцин

K: Лізин

L: Лейцин

M: Метіонін

N: Аспарагін

P: Пролін

Q: Глутамін

R: Аргінін

S: Серин

T: Треонін

V: Валін

W: Триптофан

Задіяний у таких біологічних процесах, як транскрипція, регуляція транскрипції. 
Локалізований у ядрі.